# Konrad Dollinger

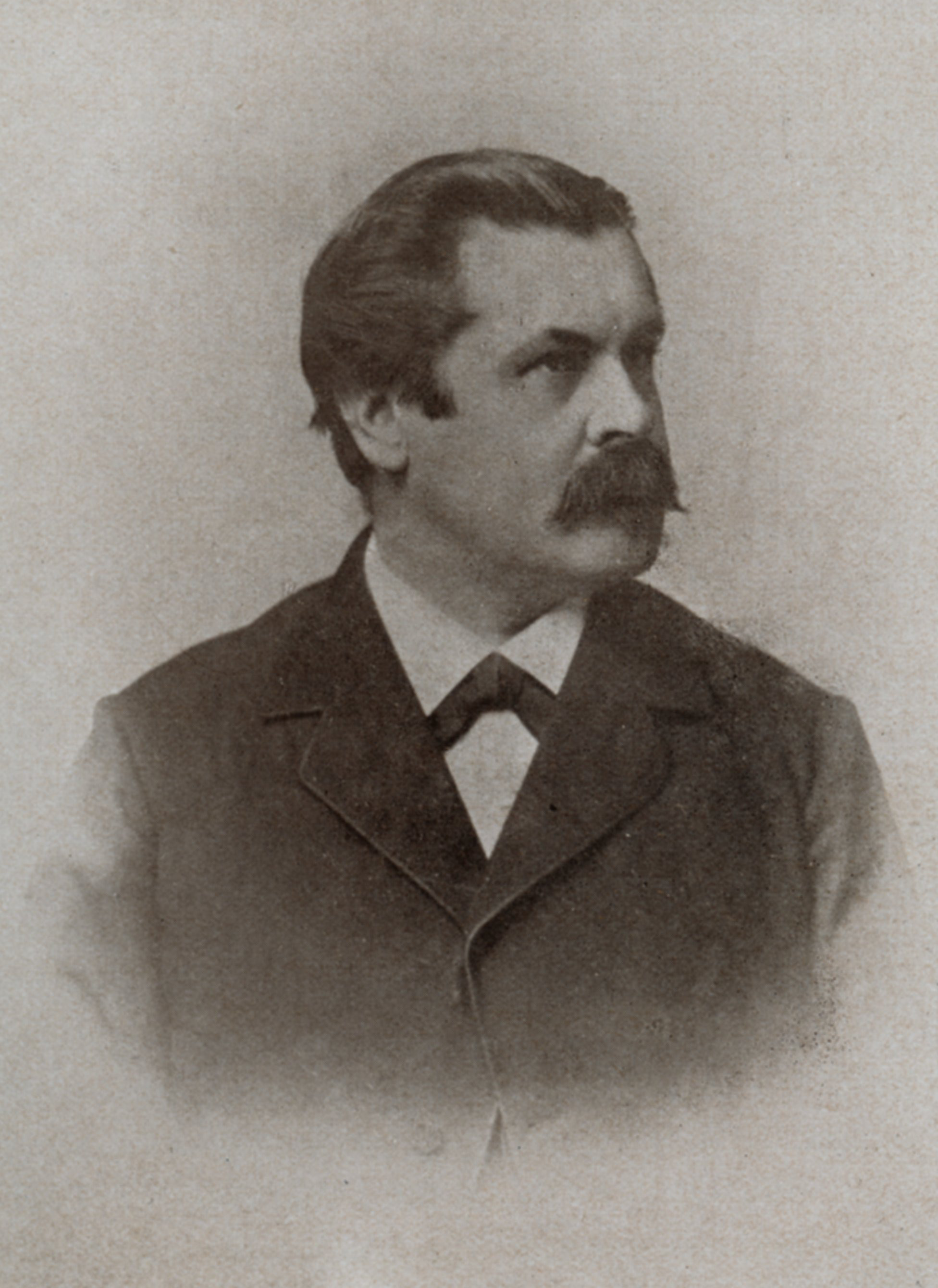
Konrad Dollinger

Konrad Dollinger, ab 1901 von Dollinger (* 22. Juni 1840 in Biberach an der Riß; † 22. Oktober 1925 in Stuttgart), war ein württembergischer Architekt und Hochschullehrer. 

## Leben
Dollinger war ein Sohn des Biberacher Gastwirts Dollinger (genannt „Engelwirt“) aus dessen zweiter Ehe mit Johanna geb. Flächer. Er besuchte die Realschule in Biberach, die heute nach ihm Dollinger-Realschule heißt. Dort hatte er Zeichenunterricht bei Johann Baptist Pflug. Von 1855 bis 1860 studierte er am Polytechnikum Stuttgart und lernte noch zwei Jahre bei Christian Friedrich von Leins.
Inspiriert durch eine Italienreise (1862–1863) leitete er den Bau des Schlosses Montfort in Langenargen, das der württembergische König Wilhelm I. für seinen Sohn, Kronprinz Karl, erstellen ließ. Danach reiste er nach Paris, bis er 1867 Eisenbahnbauinspektor in Aulendorf wurde. Nach seinen Plänen und unter seiner Leitung wurden unter anderem die Bahnhöfe in Wolfegg, Waldsee, und Saulgau erbaut. 1870 wurde er Lehrer für Baukonstruktionslehre an der Baugewerkschule Stuttgart, 1871 am Polytechnikum Stuttgart.
Sehr geschätzt sind als Muster des Skizzierens die von ihm herausgegebenen autografierten Reiseskizzen aus Deutschland, Frankreich und Italien.

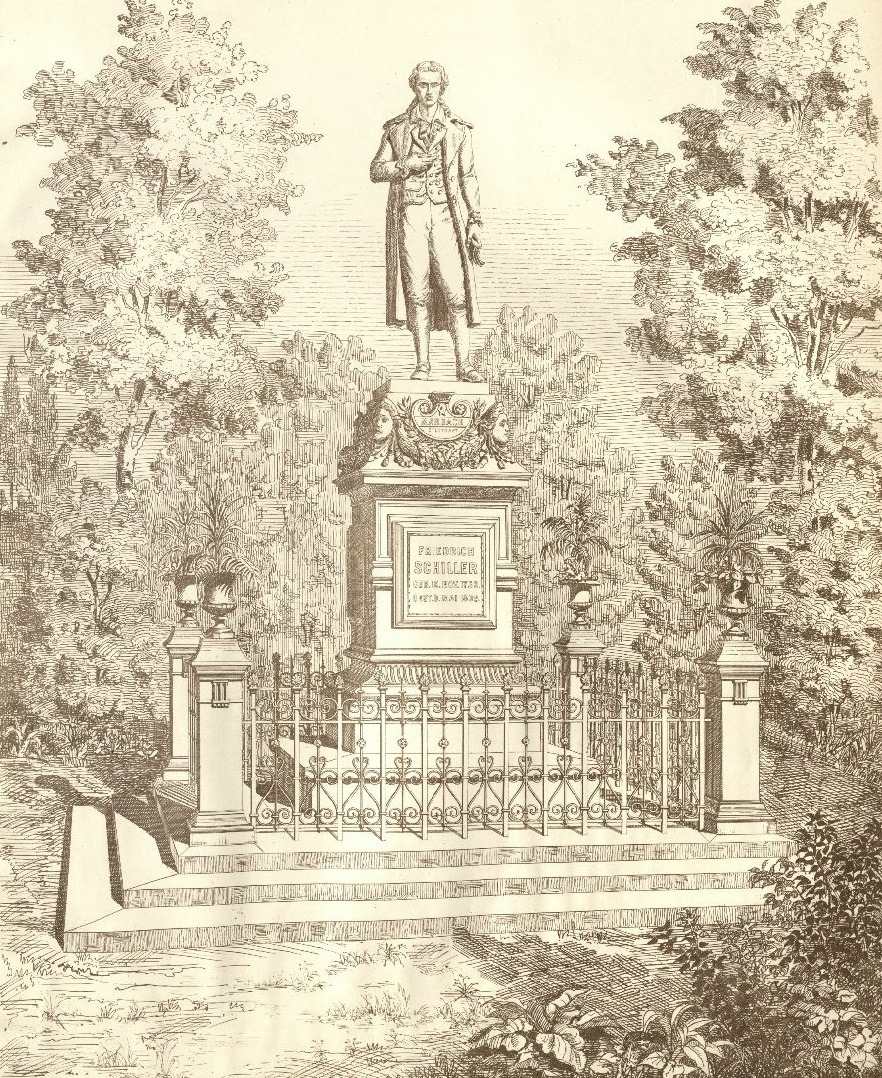
Schillerdenkmal in Marbach, Entwurfszeichnung von Konrad Dollinger.

Seine großen Kirchenbauten in Stuttgart der 1870er Jahre gestaltete Dollinger überwiegend in Formen der Neuromanik, einer Stilrichtung des Historismus, die zu dieser Zeit noch eher selten war und ihren Höhepunkt allgemein erst nach 1890 erlebte.
Sein Sohn Richard Dollinger war ebenfalls Architekt. Sein Sohn Paul Dollinger wurde Jurist und war in Stuttgart Mitglied des Gemeinderats und unter Oberbürgermeister Karl Lautenschlager von 1918 bis 1934 auch Bürgermeister.

## Werk
- Biberach an der Riß
  - architektonischer Unterbau des Christoph-Martin-Wieland-Denkmals
  - Kriegerdenkmal auf dem evangelischen Friedhof
- Friedrichshafen
  - Kurhaus
- Marbach am Neckar
  - architektonischer Unterbau des Schillerdenkmals, in Zusammenarbeit mit seinem Freund, dem Biberacher Bildhauer Ernst Rau
- Stuttgart
  - Friedenskirche (nach Kriegszerstörung ist vom alten Bau nur der Turm erhalten)
  - Garnisonkirche (nach Kriegsbeschädigung 1945 abgerissen)
  - Matthäuskirche an der Möhringer Straße 52 in Stuttgart-Häslach, (ausgeführt durch Adolf Wolff, Stahl und Schiele)
  - Wohnhäuser in der Hohenheimer Straße 5–9.
- Tübingen
  - Restaurierung des Rathauses mit neuer Fassadengestaltung in Sgraffitotechnkik (1876)

## Auszeichnungen
- 1901 wurde Konrad Dollinger das Ehrenkreuz des Ordens der Württembergischen Krone[1] verliehen, welches mit dem persönlichen Adelstitel (Nobilitierung) verbunden war.